# Kafr Qara
Kafr Qara (en árabe: كفر قرع) (en hebreo: כפר קרע) es un concejo local árabe-israelí que está situado a 35 km al sureste de Haifa. En 2016 su población era 17.967 habitantes. El municipio de Kafr Qara tiene el número más alto de médicos en relación con el tamaño de la población del país, alrededor de 14,8 médicos por cada 1.000 ciudadanos (en 2007) con más de 50 estudiantes de medicina. Kafr Qara también es conocido por tener un gran número de maestros.